# Tachina affinis
Tachina affinis là một loài ruồi trong họ Tachinidae.